# U-Bahn-Station Stadlau
Stadlau is een metrostation in het district Leopoldstadt van de Oostenrijkse hoofdstad Wenen. Het station werd geopend op 2 oktober 2010 en wordt bediend door lijn U2.

## Geschiedenis
Op 26 januari 1968 werd besloten om een metronet in Wenen aan te leggen met drie lijnen.. De nadere uitwerking van het metronet, de U-Bahn-Netzvariante M uit 1970, omvatte een veel groter net met verlengingen die pas later zouden worden toegevoegd. Hierin waren rond het emplacement van het station Wien Stadlau twee metrostations opgenomen, een aan de zuidkant met de naam Ziegelhaufen en een aan de westkant van het emplacement ter hoogte van het stationsgebouw uit 1870, allebei aan het oostelijke deel van de U3. 
Het concept van metrolijnen met vertakkingen buiten het centrum werd echter in 1981 verlaten en het metrotracé werd onderdeel van de U2. Bovendien werd de route op de linkeroever van de Donau gewijzigd en het tracébesluit uit 1998 betekende dat de lijn niet door het centrum van Stadlau zou lopen maar vanaf Ziegelhaufen langs het Donauspital direct naar Aspern, het voor de U3 voorziene tracé is gebruikt voor de A23. De bouw van de U2 ten oosten van het centrum begon in 2002 en in 2008 werd het deel tot het stadion geopend, op 2 oktober 2010 volgde het deel tussen stadion en Aspernstraße. In plaats van Ziegelhaufen aan de zuidwestkant van het emplacement kwam station Stadlau aan de zuidoostkant en ten behoeve van de overstappers tussen U-Bahn en S-Bahn werd het perron van de spoorlijn naar dezelfde locatie verplaatst. De nieuwe S-Bahn halte ligt ten zuiden van het metrostation langs de Kaisermühlenstraße en is als overstap tussen ÖBB en metro ontworpen.

## Ligging en inrichting
De perrons van S-Bahn en U-Bahn zijn onderling met (rol)trappen en liften verbonden. 
Het OV-knooppunt strekt zich uit tussen de Neuhaufenstraße, de zuidelijke toegang tot de S-baanhalte, tot de Konstanziagasse, de noordelijke toegang tot het metrostation. Het station ligt op het hoogste viaduct van het metronet. Op een van de pijlers onder het westeinde van het metroperron is in 2010 een afbeelding van Nepomuk van de hand van de Tiroler kunstenaar Werner Feiersinger. Het betreft de beschermheilige van de bruggen, Johannes Nepomucenus(1350–1392), en is het silhouet van zijn beeld op de karelsbrug in Praag. Het silhouet werd door kunstsmederij Buchsbaum in Waldhausen, Opper-Oostenrijk, vervaardigd uit edelstaal en door Feiersinger rood geschilderd.

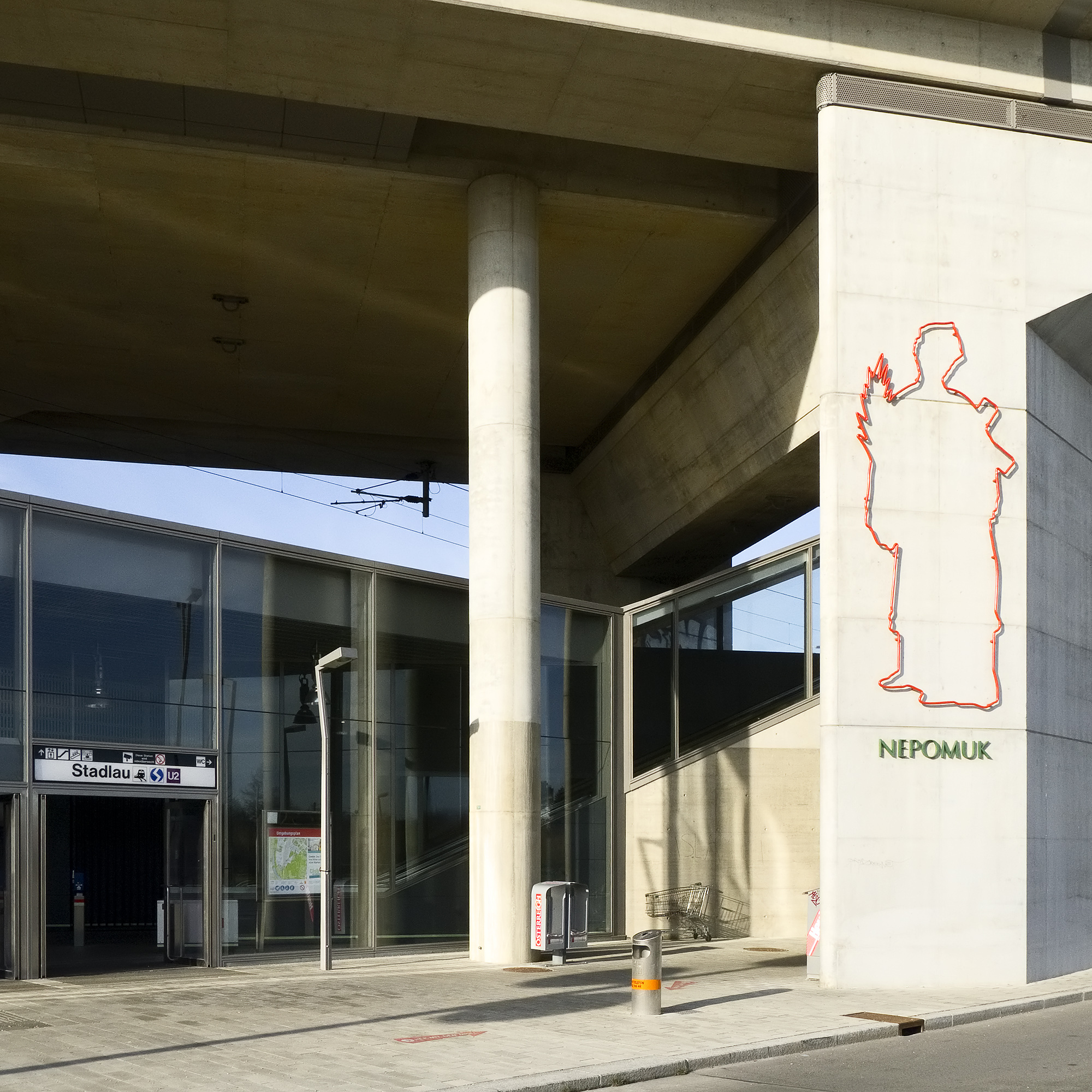
Nepomuk op de pijler.
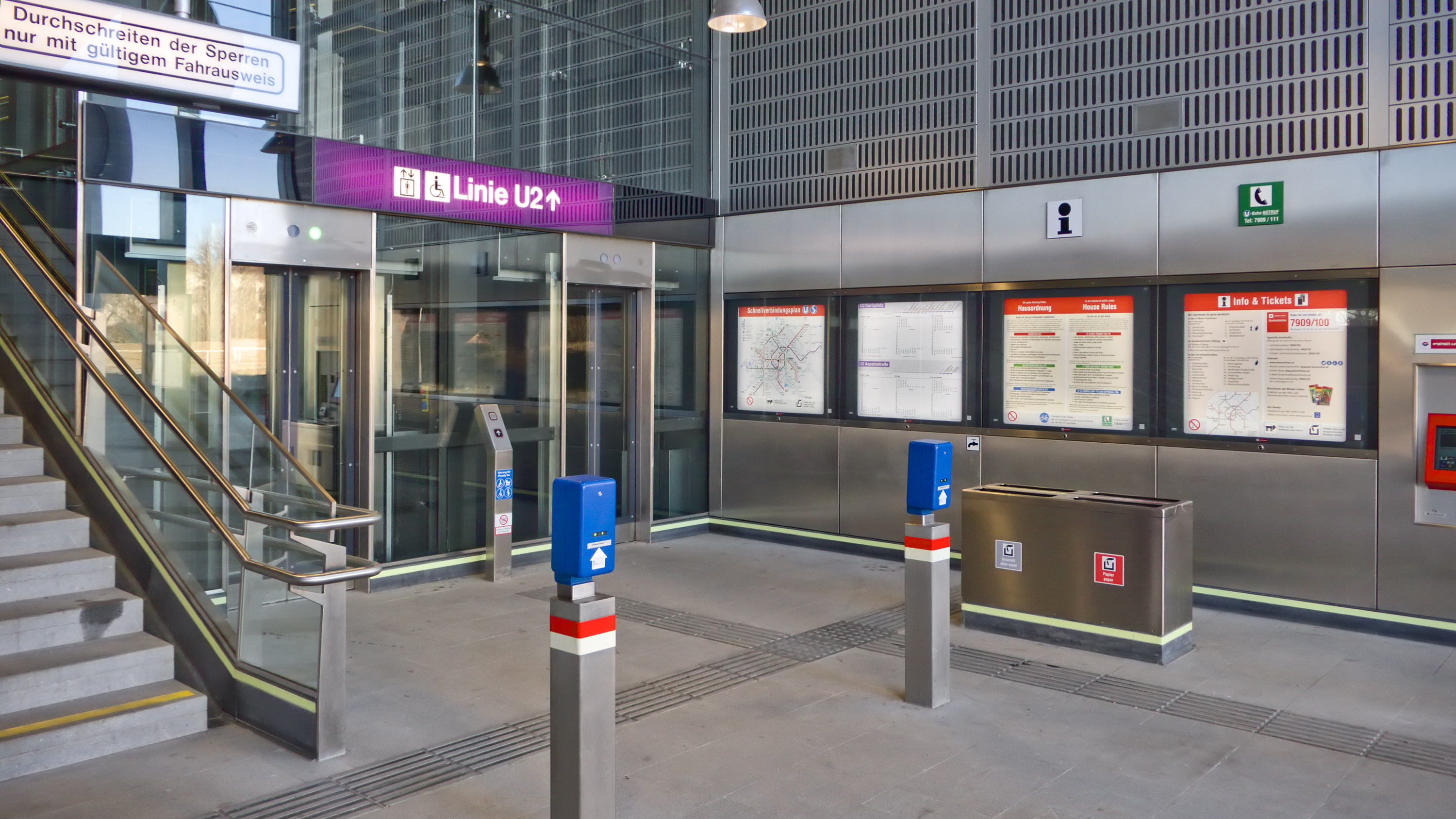
De noordelijke toegang.